# Tillman Thomas
Tillman Thomas Joseph (Hermitage, 13 de junio de 1945) es un abogado, economista y político granadino que ejerció como primer ministro de Granada entre 2008 y 2013. Durante su período como primer ministro, Thomas ocupó de manera simultánea las carteras ministeriales de Asuntos Exteriores, Asuntos Jurídicos, Seguridad Nacional, Información y Administración Pública. Fue dos veces miembro del Parlamento de Granada por Saint Patrick East, entre 1984 y 1990, y nuevamente entre 2003 y 2013. Fue líder del Congreso Nacional Democrático, uno de los principales partidos políticos del país caribeño, entre 2000 y 2014.
Graduado en la Universidad Fordham de Nueva York en economía y en la Universidad de las Indias Occidentales en derecho, Thomas se inició políticamente en 1978 como partidario del izquierdista y nacionalista Movimiento New Jewel, de Maurice Bishop, ejerciendo como experto jurídico para el programa de derechos humanos y asistencia legal del partido. Tras la Revolución Granadina que llevó al New Jewel al poder e instaló un régimen socialista de partido único, Thomas se desencantó con el nuevo gobierno y buscó iniciar un medio de comunicación independiente, por lo que fue encarcelado en 1981. Liberado tras la invasión estadounidense de 1983, Thomas colaboró en la formación del Nuevo Partido Nacional liderado por Herbert Blaize y fue elegido parlamentario en 1984 en su circunscripción natal de Saint Patrick East. En 1987 colaboró en la fundación del Congreso Nacional Democrático junto a George Brizan, aunque perdió su escaño en 1990. Thomas ocupó cargos como funcionario menor en el gobierno del NDC de 1990 a 1995 y volvió a competir sin éxito para recuperar su escaño como candidato del NDC en las elecciones de 1995 (en las que el partido pasó a la oposición) y 1999. En octubre de 2000, Brizan se retiró como líder del NDC y Thomas lo reemplazó en el liderazgo de la formación.
Thomas heredó un partido que parecía camino a la desaparición luego de haber perdido todos sus escaños en las elecciones anteriores, con escisiones y pérdida rutinaria de miembros. Encabezando la oposición al gobierno del NNP, liderado por el conservador Keith Mitchell, Thomas buscó convertir al NDC en una alternativa progresista reclamando «políticas inclusivas», acusando al gobierno de no invertir en mejores servicios de salud y educación para la población a pesar de un aumento en los impuestos y de sus reclamos de disciplina fiscal. En las elecciones de 2003, aunque el NNP volvió a ganar, el NDC experimentó un feroz repunte y retornó al Parlamento, quedándose a tan solo un escaño de sumar una mayoría en la Cámara. El mismo Thomas recuperó su escaño en Saint Patrick East y asumió como líder de la Oposición. La elección vio la progresiva consolidación del NDC como único partido alternativo al NNP, mientras que las demás fuerzas opositoras (el Partido Laborista Unido de Granada y el Movimiento Laborista Popular) salían diezmadas. Fortalecido por esta unidad del voto opositor, las elecciones de 2008 vieron al NDC obtener un amplio triunfo y lograr 11 de los 15 escaños parlamentarios, permitiendo la elección de Thomas como primer ministro.
El gobierno de Thomas asumió el poder con el compromiso de transparentar el Estado y dar prioridades diferentes al gasto público. Sin embargo, la administración de Thomas coincidió con el inicio de la crisis financiera global, que golpeó fuertemente la economía granadina. Tanto la deuda pública como el desempleo se dispararon, alcanzando un 30% de la población. Del mismo modo, el liderazgo de Thomas en el NDC comenzó a ser internamente cuestionado y los cinco años de gobierno se caracterizaron por luchas de poder dentro del partido gobernante, lo que debilitó su unidad. En los comicios de febrero de 2013, el NNP retornó al poder y el NDC sufrió la peor derrota electoral para un gobierno en funciones en la historia de Granada, con todos sus parlamentarios perdiendo sus escaños (incluyendo el propio Thomas) a pesar de recibir más de un 40% del voto popular. Mitchell sucedió a Thomas como primer ministro el 20 de febrero, un día después de las elecciones. Thomas anunció su retiro como líder del NDC después de la debacle y abandonó el cargo en febrero de 2014, siendo sucedido por el senador Nazim Burke.